# Estación Nanchi
Estación Nanchi är en ort i Mexiko.   Den ligger i kommunen Santiago Ixcuintla och delstaten Nayarit, i den centrala delen av landet, 700 km väster om huvudstaden Mexico City. Estación Nanchi ligger 36 meter över havet och antalet invånare är 741.
Terrängen runt Estación Nanchi är platt västerut, men österut är den kuperad. Runt Estación Nanchi är det ganska glesbefolkat, med 45 invånare per kvadratkilometer. Närmaste större samhälle är Santiago Ixcuintla, 14,9 km väster om Estación Nanchi. Omgivningarna runt Estación Nanchi är en mosaik av jordbruksmark och naturlig växtlighet.